# 安德烈亚斯·祖特纳
安德烈亚斯·祖特纳（德語：Andreas Suttner，1876年9月25日—1953年7月5日），奥地利男子击剑运动员。他曾代表奥地利参加1912年夏季奥林匹克运动会击剑比赛，获得男子团体佩剑银牌。